# 107 Camilla
A 107 Camilla egy kisbolygó a Naprendszerben. Norman Robert Pogson fedezte fel 1868. november 17-én.